# Achilléas Grammatikópoulos
Achilléas Grammatikópoulos, em grego Αχιλλέας Γραμματικόπουλος, (Pireu, 28 de setembro de 1908 — Pireu, 30 de dezembro de 2008) foi um futebolista grego que atuava como goleiro.
Começou a carreira no Aris Nikaia, indo para o Olympiakos em 1928. Encerrou a carreira no Olympiakos em 1944. Jogou cinco vezes pela Seleção Grega de Futebol, entre 1931 e 1935. Morreu em 30 de dezembro de 2008, aos 100 anos de idade.